# I'm So Tired
I'm So Tired è una canzone scritta dai Beatles, la seconda traccia del lato due del disco uno del White Album, pubblicato nel 1968.
È accreditata come sempre a Lennon/McCartney, ma la canzone venne scritta dal solo John Lennon, che la compose nel ritiro di Rishikesh, durante il corso di meditazione trascendentale in cui era obbligato all'inerzia fisica che gli causava uno stato di insonnia.

## Il brano

### Storia
I Beatles, dopo il fiasco al botteghino del loro ultimo film, Magical Mystery Tour, avevano bisogno d'ispirazione e di ritrovare se stessi. George Harrison consigliò quindi al resto della band di accompagnarlo nel suo viaggio spirituale in India dal Maharishi Mahesh Yogi. Fu in questo lasso di tempo che i Beatles ebbero un'esplosione di creatività e scrissero, in quei luoghi, la stragrande maggioranza del White Album. 
Dopo tre incessanti settimane di meditazioni e conferenze, Lennon si ritirò nel suo studio per riposarsi, ma non riusciva a prendere sonno. Fu così che gli venne l'idea di scrivere una canzone sulla propria condizione di insonnia.

### Registrazione
La canzone venne registrata negli studi di Abbey Road la notte dell'8 ottobre 1968. Il fatto che essa venne registrata alle tre del mattino rafforza ulteriormente lo spirito del brano. 
La canzone cita anche il nome del famoso autore ed esploratore inglese Sir Walter Raleigh in un contesto ironico, viene infatti chiamato uno "stupid get" ("stupido bastardo") per aver portato la pianta del tabacco, e quindi il vizio del fumo, in Inghilterra.

## Collegamenti con la leggenda della morte di Paul McCartney
Alla fine della canzone si sente mormorare Lennon qualcosa come «Mih ssim, mih ssim, mih ssim. Nam ded see lope». Secondo molti, suonata al contrario, una voce spaventata direbbe: «Paul is dead man. Miss him, miss him, MISS HIM!». Anche se la cosa è stata naturalmente oggetto di forte scetticismo, esiste una versione più verosimile secondo la quale Lennon in realtà direbbe: «Monsieur, monsieur, monsieur, how about another one?» ("Monsieur, monsieur, monsieur, che ne dici di un'altra?"). Il borbottio di John Lennon potrebbe però anche essere un suo tentativo di parlare all'inverso senza invertire fisicamente il suono. Ma, ascoltando attentamente il borbottio, proprio allo scoccare dell'ultimo secondo della canzone, si sente come lo stopparsi di un nastro, cosa che invece farebbe pensare all'aggiunta da parte di Lennon di un nastro appositamente inciso per essere ascoltato al contrario.
Ulteriore clamore tra i sostenitori della leggenda della morte di Paul McCartney ha suscitato l'uscita di una versione primitiva della canzone con un missaggio differente sul documentario Anthology nel 1996. L'esecuzione della canzone termina con la strofa «I'd give you everything I've got for a little peace of mind» ripetuta per tre volte inframezzate da brevi colpi di batteria. Sopra l'ultimo colpo di grancassa, prima dell'ultima ripetizione della frase, si sente Lennon mormorare di nuovo qualcosa di incomprensibile. Questo nuovo borbottio, suonato al contrario, sembra la voce di John che dice: «Are you listening?» ("State ascoltando?"). Quindi, prima Lennon sembra chiedere l'attenzione del pubblico, per poi dire pochi secondi dopo, come già detto, «Paul is a dead man. Miss him. Miss him. MISS HIM!» ("Paul è morto. Mi manca. Mi manca. MI MANCA!"). Curioso è il fatto che questo nuovo mormorio compaia solo nel documentario video e sia stato eliminato nella versione del brano presente sul disco Anthology 3.

## Formazione
The Beatles
- John Lennon - voce, chitarra ritmica, chitarra acustica, organo
- Paul McCartney - seconda voce, basso, piano elettrico
- George Harrison - chitarra solista
- Ringo Starr - batteria

Crediti
- George Martin - produttore